# Haplospiza
Genre
Haplospiza est un genre de passereaux de la famille des Thraupidae.

## Liste d'espèces
D'après la classification de référence du Congrès ornithologique international (ordre phylogénique) :
- Haplospiza rustica (Tschudi, 1844) - Haplospize ardoisé
- Haplospiza unicolor Cabanis, 1851 - Haplospize unicolore